# Zapiski Błękitnej Skały
Zapiski Błękitnej Skały albo Błękitnego Urwiska (chiń. 碧巖錄, pinyin: Bìyán lù; kor. Pyŏkam lok, jap.: 碧巌録 Hekiganroku, wiet. Bích nham lục) – zw. też Zapiski Lazurowej Skały lub Księga Błękitnej Skały – jeden z najbardziej znanych zbiorów gonganów (kōanów), a zarazem jeden z klasycznych tekstów chanu (jap. zenu).

## Historia tekstu
Autorem wyboru tych 100 specyficznych opowieści był wybitny mistrz chanu ze szkoły yunmen Xuedou Chongxian, który nazwał go Boze songgu. Xuedou wybrał 82 przypadki z Jingde chuandeng lu (景德傳燈錄), a pozostałe z Yunmen guanglu (雲門廣録) (Obszerne zapiski Yunmena Wenyana) (864–949).
Dopiero później, po około stu latach, mistrz chanu szkoły yangqi Yuanwu Keqin dopisał do owych gonganów komentarze. Cały ten zestaw został przez jego uczniów nazwany Biyan lu, gdyż w jego celi klasztornej wisiała kaligrafia z dwoma znakami bi (碧) (błękit) i yan (巖) (skała).
Inny wybitny mistrz i następca Yuanwu – Dahui Zonggao zniszczył oryginalny tekst Księgi, gdyż obawiał się, że w przyszłości gongany staną się intelektualną grą, a intelektualizacja pracy nad gonganem spowoduje utratę drogi do oświecenia. Pierwotny tekst został jednak zrekonstruowany przez jednego z mnichów, który pozbierał wszystkie rękopisy i skompilował nową całość.
Do Japonii tekst został zawieziony przez Dōgena Zenji (道元禅師; 1200–1253), założyciela szkoły sōtō – japońskiego odpowiednika chińskiej szkoły chanu caodong. Ostatniej nocy przed powrotem do ojczyzny Dōgen zobaczył egzemplarz „Zapisków Błękitnej Skały” po raz pierwszy, i przez całą noc przepisywał książkę.

## Przekład polski i przekłady zachodnie
Istnieje przekład polski samych gonganów, wydany w formie powielonej broszurki, na potrzeby wewnętrzne Stowarzyszenia Buddyjskiego Zen „Czogie” (obecnie: Szkoła Zen Kwan Um w Polsce): 碧巖錄. Księga Błękitnej Skały, na j. angielski tłumaczył Mistrz zenu Seung Sahn. Przekład polski K.N., Copyright by Providence Zen Center, bmw. [Warszawa-Falenica] 1981, nlb. [70 s.]
Najpowszechniej cytowanym przekładem jest przekład angielski Thomasa i J.J. Clearych, jednak najpełniejszym, najdokładniejszym jest przekład niemiecki Wilhelma Gunderta.

## Konstrukcja przypadku
Układ tekstu związanego z każdym gonganem wykazuje wspólne cechy, chociaż nie wszystkie występują w każdym ze 100 przypadków (np. w kilku przypadkach nie występuje część wstępna, sugerująca czy też wskazująca na coś istotnego)
- Część wstępna – sugestia
- Przypadek – właściwy gongan
- Przypisy – uwagi Yuanwu (były one umieszczone przez niego bezpośrednio w tekście, ale są obecnie wyodrębniane)
- Komentarz – komentarz Yuanwu do każdego gonganu
- Wiersz – wiersz Xuedou (często z bezpośrednimi uwagami Yuanwu, obecnie w formie przypisów między wersami wiersza)
- Komentarz – komentarz Yuanwu do wiersza i jego związków z przypadkiem

## Mistrzowie chanu występujący w poszczególnych gonganach
1. Bodhidharma, Baozhi
2. Zhaozhou Congshen
3. Mazu Daoyi
4. Deshan Xuanjian, Guishan Lingyou
5. Xuefeng Yicun
6. Yunmen Wenyan
7. Fayan Wenyi
8. Cuiyan Lingcan, Baofu Congzhan, Changqing Huileng, Yunmen Wenyan
9. Zhaozhou Congshen
10. Muzhou Daozong
11. Huangbo Xiyun
12. Dongshan Shouchu
13. Baling Haojian
14. Yunmen Wenyan
15. Yunmen Wenyan
16. Jingqing Daofu
17. Xianglin Chengyuan
18. Nanyang Huizhong
19. Jinhua Juzhi
20. Longya Judun, Cuiwei Wuxue, Linji Yixuan
21. Zhimen Guangzuo
22. Xuansha Shibei, Xuefeng Yicun, Yunmen Wenyan, Baofu Congzhan, Changqing Huileng
23. Baofu Congzhan, Changqing Huileng, Xuedou Chongxian, Jingqing Daofu
24. Guishan Lingyou, Liu Tiemo
25. pustelnik Xiang
26. Baizhang Huaihai
27. Yunmen Wenyan
28. Nanquan Puyuan
29. Dasui Fazhen
30. Zhaozhou Congshen
31. Magu Baoche, Zhangjing Huaihui, Nanquan Puyuan
32. Linji Yixuan
33. Zifu Rubao, Xuedou Chongxian
34. Yangshan Huiji, Yunmen Wenyan
35. X
36. Changsha Jingcen
37. Panshan Baoji
38. Fengxue Yanzhao
39. Yunmen Wenyan
40. Nanquan Puyuan
41. Touzi Datong
42. Pangyun
43. Dongshan Liangjie
44. Heshan Wuyin
45. Zhaozhou Congshen
46. Jingqing Daofu
47. Yunmen Wenyan
48. Mingzhao Deqian
49. Xuefeng Yicun, Sansheng Huiran
50. Yunmen Wenyan
51. Yantou Quanhuo, Xuefeng Yicun,
52. Zhaozhou Congshen
53. Mazu Daoyi, Baizhang Huaihai
54. Yunmen Wenyan
55. Daowu Yuanzhi, Shishuang Qingzhu
56. Qinshan Wensui
57. Zhaozhou Congshen
58. Zhaozhou Congshen
59. Zhaozhou Congshen
60. Yunmen Wenyan
61. Fengxue Yanzhao, Xuedou Chongxian
62. Yunmen Wenyan
63. Nanquan Puyuan
64. Nanquan Puyuan, Zhaozhou Congshen
65. Budda, Ānanda
66. Yantou Quanhuo, Xuefeng Yicun
67. Jiashan Shanhui, Baozhi
68. Yangshan Huiji, Sansheng Huiran
69. Guizong Zhichang
70. Wufeng Changguan, Guishan Lingyou, Baizhang Huaihai, Yunyan Tansheng
71. Wufeng Changguan, Baizhang Huaihai
72. Yunyan Tansheng, Baizhang Huaihai
73. Xitang Zhizang, Baizhang Huaihai, Mazu Daoyi
74. Jinniu, Xuedou Chongxian, Changqing Huileng?
75. Wujiu Youxuan, Jingzou Shizang
76. Danxia Tianran, Changqing Huileng, Baofu Congzhan
77. Yunmen Wenyan
78. X
79. Touzi Datong
80. Zhaozhou Congshen, Touzi Datong
81. Yaoshan Weiyan,
82. Dalong
83. Yunmen Wenyan
84. Vimalakirti, Manjushri
85. pustelnik Dongfeng, Xuedou Chongxian
86. Yunmen Wenyan
87. Yunmen Wenyan
88. Yunmen Wenyan, Xuansha Shibei
89. Yunyan Tansheng, Daowu Yuanzhi
90. Zhimen Guangzuo
91. Yanguan Qi’an, Touzi Datong, Xuedou Chongxian, Shishuang Qingzhu, Zifu Rubao, Baofu Congzhan, Zhimen Guangzuo
92. Budda, Manjushri
93. Daguang Juhui
94. X
95. Changqing Huileng, Baofu Congzhan
96. Zhaozhou Congshen
97. X
98. Tianping Congyi, Xiyuan Siming
99. Nanyang Huizhong
100. Baling Haojian